# Les Cerqueux-sous-Passavant
Les Cerqueux-sous-Passavant ist eine Ortschaft und eine Commune déléguée in der französischen Gemeinde Lys-Haut-Layon mit 492 Einwohnern (Stand: 1. Januar 2022) im Département Maine-et-Loire in der Region Pays de la Loire. Die Einwohner werden Cerqueunais genannt.
Mit Wirkung vom 1. Januar 2016 wurden die Gemeinden Les Cerqueux-sous-Passavant, La Fosse-de-Tigné, Nueil-sur-Layon, Tancoigné, Tigné, Trémont sowie Vihiers aus der ehemaligen Communauté de communes du Vihiersois-Haut-Layon zu einer Commune nouvelle mit dem Namen Lys-Haut-Layon zusammengelegt. Die Gemeinde Les Cerqueux-sous-Passavant gehörte zum Arrondissement Cholet und zum Kanton Cholet-2.

## Geografie
Les Cerqueux-sous-Passavant liegt etwa 55 Kilometer südsüdöstlich von Angers am Layon in der Mauges.

## Bevölkerungsentwicklung
| 1962                       | 1968 | 1975 | 1982 | 1990 | 1999 | 2006 | 2013 |
| -------------------------- | ---- | ---- | ---- | ---- | ---- | ---- | ---- |
| 677                        | 619  | 529  | 506  | 477  | 445  | 478  | 520  |
| Quellen: Cassini und INSEE |      |      |      |      |      |      |      |

## Sehenswürdigkeiten
- Kirche Saint-Martin-de-Vertou aus dem 12. Jahrhundert
- Festung Brétignolle aus dem 15. Jahrhundert mit Umbauten aus dem 17. und 19. Jahrhundert
- Herrenhaus Le Vivier aus dem 17./18. Jahrhundert
- Mehrere Mühlen

## Wirtschaft
Hier im Weinbaugebiet Anjou werden vor allem die Weine der Appellationen Coteaux-du-Layon angebaut.